# Daniel Gafford

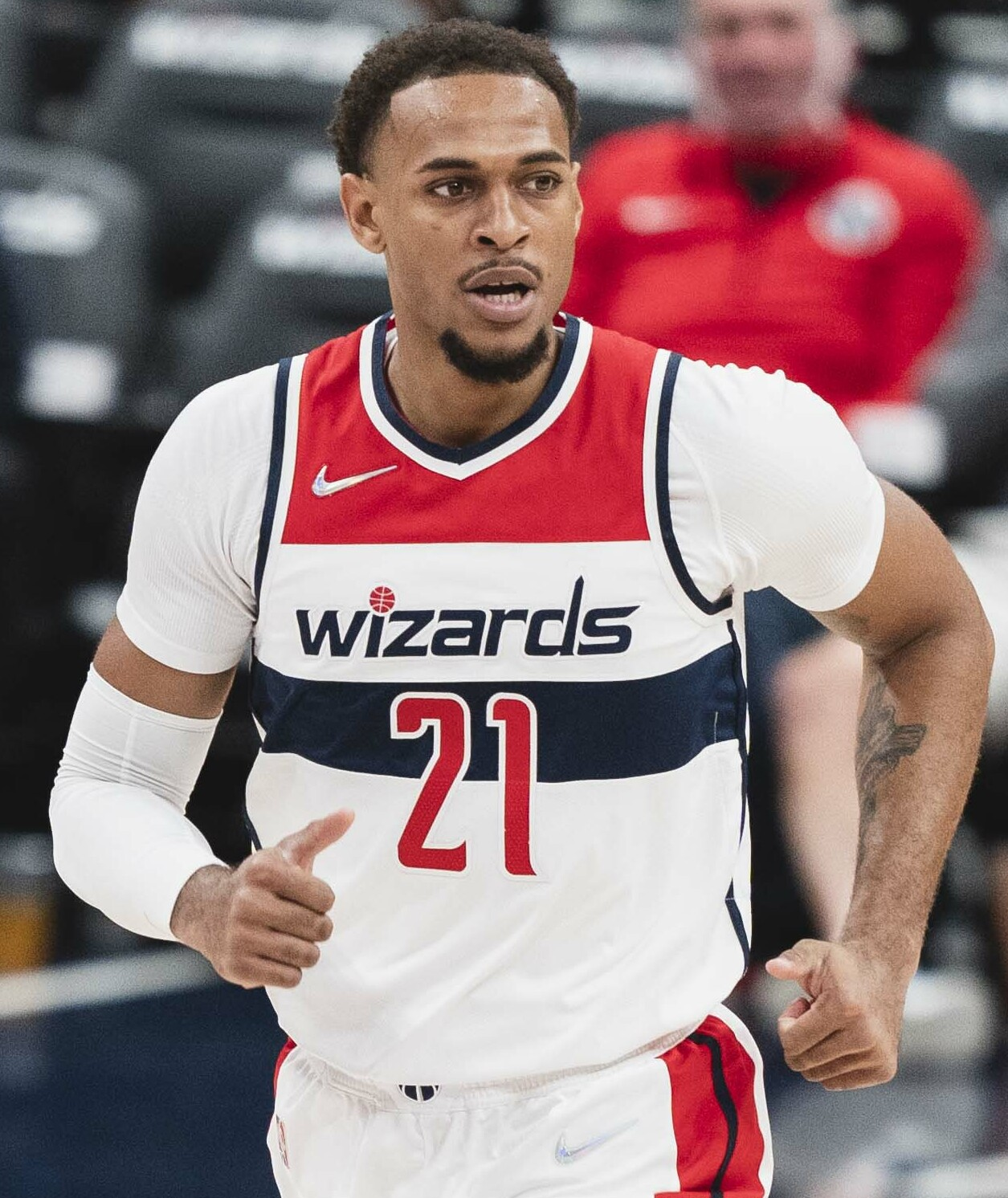
Daniel Gafford, 2021.

Daniel Gafford, född 1 oktober 1998 i El Dorado i Arkansas, är en amerikansk professionell basketspelare (C/PF) som spelar för Dallas Mavericks i National Basketball Association (NBA). Han har tidigare spelat för Chicago Bulls och Washington Wizards.
Gafford draftades av Chicago Bulls i andra rundan i 2019 års draft som 38:e spelare totalt.
Innan han blev proffs studerade Gafford vid University of Arkansas och spelade för deras idrottsförening Arkansas Razorbacks.